# سيد سرت تشليك
سيد سَرتْ تشَليك (بالتركية: Seyit Sertçelik)‏, (ولد:15 نوفمبر 1964, «جَرَدَه» في بولو, تركيا) أكاديمي وسياسي تركي. ونائب سابق في البرلمان التركي في دورته (24) ممثلا عن حزب العدالة والتنمية.